# Santa Cruz Futebol Clube (Barra de São Miguel)
O Santa Cruz Futebol Clube é um clube brasileiro de futebol, da cidade de Barra de São Miguel, no estado de Alagoas. Atualmente disputa os torneios das categorias de base organizados pela FAF e o Estadual da 2ª divisão.

## História
O Santa Cruz, fundado originalmente em 1967, foi resgatado por iniciativa da Paes Soccer (empresa que gerenciava as categorias de base do CRB), juntamente à parceria da prefeitura local, visando inicialmente a captação e a revelação de atletas.
Em seu primeiro ano de existência, o clube foi Campeão Alagoano da categoria Sub-15, de forma invicta (com nove vitórias e três empates), derrotando o CRB por 3-0 na partida de ida, e empatando em 1-1 no jogo de volta.
No ano de 2016, a agremiação chegou a ser cogitada como um dos participantes do Campeonato Alagoano da Segunda Divisão, informação esta que acabou se confirmando, mas a campanha do clube não foi das melhores: duas vitórias, um empate e cinco derrotas, terminando o certame na 4ª colocação.

## Títulos
Campeonato Alagoano de Futebol Sub-15: 1 (2015)